# Mike Hoare
 (février 2020).
Pour les articles homonymes, voir Hoare.
Thomas Michael Hoare, né le 17 mars 1919 à Calcutta (Raj britannique) et mort le 2 février 2020 à Durban (Afrique du Sud), dit Mike Hoare ou Mad Mike, est un chef mercenaire irlandais.
Ancien capitaine de chars dans l'armée britannique pendant la Seconde Guerre mondiale et connu pour ses batailles en Afrique (au Congo-Kinshasa notamment) et une tentative de coup d'État aux Seychelles dans les années 1960 et 1970, il est l'auteur de récits autobiographiques.

## Biographie
Mike Hoare est né le jour de la Saint Patrick à Calcutta (Raj britannique) de parents irlandais. Son père était pilote de rivière. À l'âge de huit ans, il est envoyé à l'école en Angleterre au Margate College, puis commence une formation en comptabilité et, comme il n'a pas pu aller à Sandhurst[Lequel ?][pas clair], il rejoint l'armée territoriale. À l'âge de 20 ans, il rejoint les London Irish Rifles au début de la Seconde Guerre mondiale, puis le 2e régiment de reconnaissance du Royal Armoured Corps en tant que sous-lieutenant et participe à la campagne d'Arakan en Birmanie et à la bataille de Kohima en Inde. Il est promu au grade de major. 
Après la guerre, il termine sa formation de comptable agréé, obtenant son diplôme en 1948. Il émigre ensuite à Durban, dans la province de Natal dans l'Union sud-africaine où il organise des safaris et devient soldat mercenaire pour divers pays africains.

## Œuvres
- 1967 : Congo Mercenary, Londres, Hale, (ISBN 0-7090-4375-9)
- 1991 : Congo Warriors, Londres, Hale, (ISBN 0-7090-4369-4)
- 1989 : The Road to Kalamata : a Congo mercenary's personal memoir, Lexington, Mass. : Lexington Books, (ISBN 0-669-20716-0)